# Робертс, Леона
Лео́на Сели́нда Ро́бертс (англ. Leona Celinda Roberts), урождённая — До́ти (англ. Doty; 26 июля 1879, Миллс, Иллинойс, США — 29 января 1954, Санта-Моника, Калифорния, США) — американская актриса.

## Биография
Леона Робертс, при рождении Леона Селинда Доти, родилась 26 июля 1879 года в маленьком городке Миллс (штат Иллинойс, США), став четвёртым ребёнком и пяти детей в семье менеджера отеля Уоллеса Уокина Доти (08.1843—13.02.1919) и Юдоры Эвелин Доти (в девичестве Торри; 05.1845—21.03.1917). Младшей сестрой Робертс была актриса немого кино Эдит Робертс (1899—1935), скончавшаяся от сепсиса вскоре после рождения своего единственного ребёнка — сына Роберта Картера. Также её братьями и сёстрами были: Дора Коллота Альтом (Доти; 10.09.1864—04.12.1944), Уоллес Питер Доти (08.10.1873—11.08.1942) и Морис Ви Доти (1875—1892).
Робертс дебютировала как актриса на Бродвее в 1926 году. К 1945 году она сыграла около сорока театральных ролей, в основном второго плана. В 1926—1949 годы сыграла в 46-ти фильмах, в основном это были роли второго плана. В кино в основном известна ролью Миссис Мид из культового фильма «Унесённые ветром» (1939).
29 ноября 1900 года Леона вышла замуж за капитана Чарльза Джеймса Хатчинсона (1879—1950). У супругов родилось двое детей, включая будущую актрису Джозефин Хатчинсон (12.10.1903—04.06.1998). Позже супруги развелись. Второй брак Робертс с актёром Уолтером Беком (1888—1963) также окончился разводом.
74-летняя Леона скончалась 29 января 1954 года в Санта-Монике (штат Калифорния, США).

## Избранная фильмография
| Год  |   | Русское название  | Оригинальное название | Роль                 |
| ---- | - | ----------------- | --------------------- | -------------------- |
| 1938 | ф | Воспитание крошки | Bringing Up Baby      | Миссис Ханна Гогарти |
| 1939 | ф | Унесённые ветром  | Gone with the Wind    | Миссис Мид           |
| 1939 | ф | Мальчики-рабы     | Boy Slaves            | фермерша             |
| 1940 | ф | Лыжный патруль    | Ski patrol            | мать Райдера         |
| 1947 | ф | Бумеранг!         | Boomerang             | Миссис Кроссмен      |